# Торрес, Марсело
Луис Марсело Торрес (исп. Luis Marcelo Torres; 6 ноября 1997, Темперлей, Аргентина) — аргентинский футболист, нападающий клуба «Пафос».

## Клубная карьера
Торрес — воспитанник футбольной академии «Бока Хуниорс». В 2017 году для получения игровой практики Марсело на правах аренды перешёл в «Тальерес» из Кордовы. 26 августа в матче против «Лануса» он дебютировал в аргентинской Примере. В этом же поединке Марсело забил свой первый гол за «Тальерес». Летом 2018 года Торрес был отдан в аренду в «Банфилд». 12 августа в матче против «Росарио Сентраль» он дебютировал за новый клуб.

## Международная карьера
В 2017 года Торрес в составе молодёжной сборной Аргентины принял участие в молодёжном чемпионате Южной Америки в Эквадоре. На турнире он сыграл в матчах против команд Боливии, Колумбии, Эквадора а также дважды Венесуэлы и Уругвая. Марсело забил пять мячей и вместе с Брианом Кабесасом, Родриго Амаралем и Лаутаро Мартинесом стал лучшим бомбардиром турнира.
В том же году Торрес принял участие в молодёжном чемпионате мира в Южной Корее. На турнире он сыграл в матчах против команд Гвинеи, Англии и Южной Кореи. В поединке против гвинейцев и корейцев сделал Марсело забил по голу.

## Достижения
Индивидуальные
- Лучший бомбардир Молодёжного чемпионата Южной Америки (5 мячей) — 2017